# Guy de Saint-Gelais de Lansac
Guy de Saint-Gelais de Lansac est un chevalier français né le 3 décembre 1544 et mort en 1622, vice-amiral de Guyenne, maire de Bordeaux de 1567 à 1571.

## Avant la mairie de Bordeaux
Guy de Saint-Gelais est le fils de Louis de Saint-Gelais, un fils naturel du roi François Ier, conseiller d’État, diplomate et lui-même maire de Bordeaux de 1556 à 1558. Sa mère est Jeanne de La Roche-Andry, première épouse de Louis.
A la cour, où il est surnommé le jeune Lansac, pour le distinguer de son père, il est gentilhomme de la chambre en 1565. 

## Maire de Bordeaux de 1567 à 1571
Guy de Saint-Gelais est élu par les six jurats de Bordeaux le 1er août 1567. Il refuse dans un premier temps, mais finit par prêter serment dans les églises Saint-Seurin et Saint-André le 1er septembre. Il est gratifié de deux cents écus de rente annuelle, bien qu'à l'époque la fonction de maire ne soit pas rétribuée.
Pendant son mandat, il doit faire face aux guerres de Religion, ravivées en 1567 bien qu'à Bordeaux, catholiques et protestants aient jusqu'alors cohabité dans une relative tolérance. 
Montluc, gouverneur de la ville, exige que les clefs des portes lui soient remises. Le maire et les jurats portent l'affaire devant le Parlement de Bordeaux, qui tranche en leur défaveur. Pour calmer sa colère, Montluc lui confie le commandement de 4 000 hommes.
Le comte de Candale Henri de Foix lui succède en 1571.

## Après la mairie de Bordeaux
Il est capitaine de Blaye de 1570 à 1581, sénéchal d'Agenais en 1571-1572.
En 1571, il épouse Antoinette Raffin-Potton, fille du seigneur d'Azay-le-Rideau et dame d'honneur de Marguerite de Valois. De cette union naissent Jeanne, Alexandre (tué dans un siège à vingt-deux ans), et Arthus. 
Diplomate, il est chargé de diverses missions à l'étranger : il contribue notamment à l'élection du futur Henri III au trône de Pologne. en 1573. Il est chevalier de l'ordre du roi. 
En 1576, il est nommé vice-amiral de Saintonge. En mai 1577, il commande la flotte royale qui affronte les navires protestants de Condé dans le pertuis d'Antioche : il doit se retirer, après une vaine tentative pour soumettre l’île de Ré. Il devient gouverneur de Brouage en 1578. 
Il servira aussi Henri IV et Louis XIII, et il meurt âgé (77 ans) en 1622. 